# Abu Fatima al-Jaheishi
Mu‘taz Numan ‘Abd Nayif Najm al-Jaburi (arabisk: نعمة عبد نايف الجبوري), kendt under hans pseudonym Abu Fatima al-Jaheishi (arabisk: أبو فاطمة الجحيشي), Abu Fatima al-Jiburi og Haji Tasir var den ansvarlige for Islamisk Stats operationer i det sydlige Irak før han flyttede til den nordlige by Kirkuk. Han blev guvernør for den sydlige og centrale Euphrates region i Islamisk Stat og et senior medlem af IS lederskab.
Tilgængelig information fra 2016 indikerer, at Abu Fatima er i live og en del af indercirklen omkring islamisk stat lederen Abu Bakr al-Baghdadi, med rolle som fungerende leder i Irak. Han efterfulgte Abu Muslim al-Turkmani, der blev dræbt af et amerikansk droneangreb tæt på Mosul den 18. august 2015.
Den 21. august 2019 udlovede USA en dusør på USD $5 million for informationer om hans opholdssted.

## Eksterne links
- Abu Fatima al-Jaheishi på Counter Extremism Project